# Åkersplogen

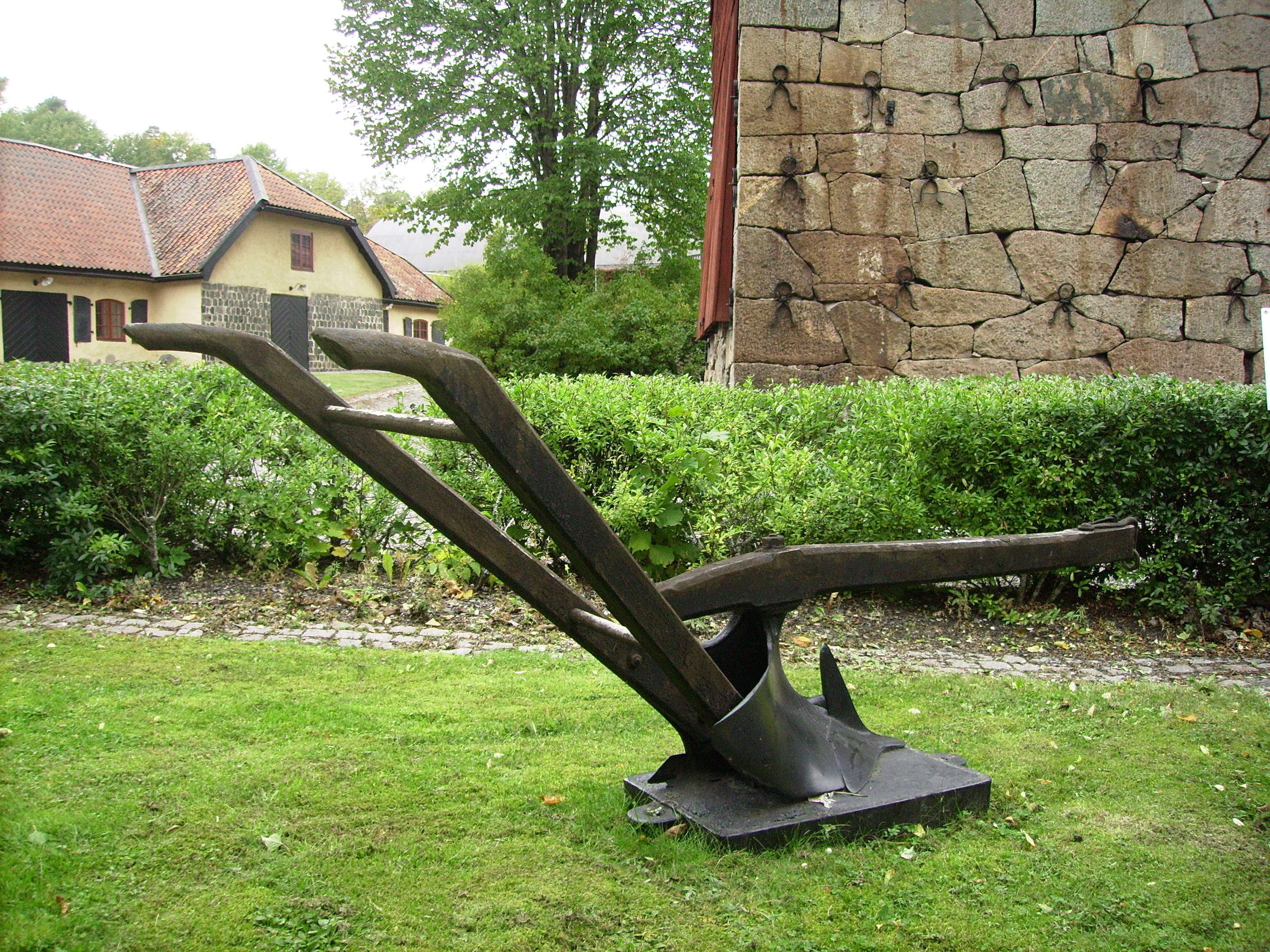
Plogen är från cirka 1900 och kallades modell nr 4. Den står vid Åkers styckebruk.

Åkersplogen är en plog som tillverkades i omkring 100 år på Åkers Styckebruk.
Produktionen av Åkersplogen startade omkring 1840 och upphörde i början av 1940-talet. Plogen var av hög kvalitet och blev därför ett begrepp i Sverige. Det blev även en exportvara.